# Rupelramphastoides knopfi
Rupelramphastoides knopfi — викопний вид дятлоподібних птахів, що існував в олігоцені в Європі.

## Скам'янілості
Рештки птаха знайдені поблизу міста Віслох в землі Баден-Вюртемберг в Німеччині. Було виявлено частковий скелет, у якому відсутній череп, вилочка, грудина, права стопа та хвостові хребці.

## Опис
Дрібний птах, завдовжки 9 см. Кістки кінцівок схожі з тукановими. Родинні зв'язки виді поки-що не досліджені. Можливо, птах був перехідною формою між базальними дятлоподібними і тукановими.